# YUG
YUG（ゆぐ）は、日本のイラストレーター、漫画家。

## 人物
パソコン（Adobe Photoshop等）を多用する、いわゆる"美少女イラストレーター"の中では珍しい"すべて手描き"でイラストを作成する作家である。

## 作品リスト
イラストにおいては連載はなく、単発作品が主である。また、漫画に関しても作者独特の"ふわふわ感"が発揮されるカラーでの漫画が多い。また、後に記す、『ぺとぺとさん』の原作小説（木村航／著）の挿絵も手がけている。

### イラスト
マジキュー、電撃萌王などの雑誌にイラスト掲載している。

### 漫画
でりしゃすあどべんちゃーず（快楽天）
擬人化された蟻の視点で描かれたフルカラーコミック。
ぺとぺとさん（マジキュー）
この作品はカラーではなく、すべて鉛筆で描かれている。一本線を引くのが苦手であるため、下描きに近い状態にしたい、というのが理由の一つであるが、妖怪の話なので多少古めかしい感じを出すという目的もある。
へもへも（robot）
同人誌でのマスコットキャラクターでもある謎の生物「へもへも」とゆきちゃんの日常を描いたフルカラーコミック。
ともだちーズ（週刊わたしのおにいちゃん）
「週刊わたしのおにいちゃん」のキャラクター設定を基に描かれたフルカラーコミック。

### 単行本
おひるね
商業誌及び同人誌で発表されたコミック、イラストを掲載したイラスト集。（2002年9月刊）
おひるね　ちゅっ!
絶版となったイラスト集「おひるね」に本人による解説及びコミック6作品を追加したリニューアル版。（2005年2月刊）

## 同人活動
サークル「YUGMIX」(旧名はWHITE FLATS)としてコミックマーケットなどに参加しイラスト集や卓上カレンダー等を頒布している。
また、pixivでは「ゆぐ」のニックネームで過去の同人絵のスキャン画像をアップロードし公開している。

## イラストの作画
簡潔に記す。下描きをした画用紙に茶色の色鉛筆でキャラの主線をひく⇒コピックで塗りこんでいく⇒塗った後、濃い色で再度主線を入れる⇒人物の頬やスカートの影にピンク系のパステルを削って綿棒やティッシュに取って、のせる⇒黒の色鉛筆で最後に主線を入れ、ミルキーペンで髪にハイライトをいれて、完成。